# Eiskunstlauf-Weltmeisterschaften 1930
Die 28. Eiskunstlauf-Weltmeisterschaften fanden vom 3. bis 5. Februar 1930 in New York (USA) statt. Es waren die ersten Weltmeisterschaften, bei denen alle Wettbewerbe am selben Ort und zur gleichen Zeit ausgetragen wurden sowie die ersten außerhalb Europas. Auch waren die Punktrichter bei allen Wettbewerben dieselben.
Karl Schäfer gewann nach zwei Silbermedaillen seinen ersten von insgesamt sieben Titeln in Folge.

## Ergebnisse

### Herren
| Platz | Sportler            | Land               |
| ----- | ------------------- | ------------------ |
| 1     | Karl Schäfer        | Österreich         |
| 2     | Roger Turner        | Vereinigte Staaten |
| 3     | Georges Gautschi    | Schweiz            |
| 4     | Montgomery Wilson   | Kanada             |
| 5     | Ludwig Wrede        | Österreich         |
| 6     | Gail Borden         | Vereinigte Staaten |
| 7     | James Lester Madden | Vereinigte Staaten |
| 8     | William Nagle       | Vereinigte Staaten |

Punktrichter waren:
- J. Edhoffer  Österreich
- H. J. Clarke  Vereinigtes Königreich
- J. B. Liberman  Vereinigte Staaten
- J. C. McDougall  Kanada
- B. Börjeson  Norwegen

### Damen
| Platz | Sportlerin       | Land               |
| ----- | ---------------- | ------------------ |
| 1     | Sonja Henie      | Norwegen           |
| 2     | Cecil Smith      | Kanada             |
| 3     | Maribel Vinson   | Vereinigte Staaten |
| 4     | Constance Wilson | Kanada             |
| 5     | Melitta Brunner  | Österreich         |
| 6     | Suzanne Davis    | Vereinigte Staaten |

Punktrichter waren:
- J. Edhoffer  Österreich
- H. J. Clarke  Vereinigtes Königreich
- J. B. Liberman  Vereinigte Staaten
- J. C. McDougall  Kanada
- B. Börjeson  Norwegen

### Paare
| Platz | Sportler                             | Land               |
| ----- | ------------------------------------ | ------------------ |
| 1     | Andrée Brunet / Pierre Brunet        | Frankreich         |
| 2     | Melitta Brunner / Ludwig Wrede       | Österreich         |
| 3     | Beatrix Loughran / Sherwin Badger    | Vereinigte Staaten |
| 4     | Constance Wilson / Montgomery Wilson | Kanada             |
| 5     | Isobel Rogers / Melville Rogers      | Kanada             |
| 6     | Theresa Weld / Nathaniel Niles       | Vereinigte Staaten |
| 7     | Maude Smith / Jack Eastwood          | Kanada             |
| 8     | Edith Secord / Joseph Savage         | Vereinigte Staaten |

Punktrichter waren:
- B. Börjeson  Norwegen
- J. Edhoffer  Österreich
- H. J. Clarke  Vereinigtes Königreich
- J. C. McDougall  Kanada
- J. B. Liberman  Vereinigte Staaten

## Medaillenspiegel
| Platz | Land               | Gold | Silber | Bronze | Gesamt |
| ----- | ------------------ | ---- | ------ | ------ | ------ |
| 1     | Österreich         | 1    | 1      | –      | 2      |
| 2     | Frankreich         | 1    | –      | –      | 1      |
| 2     | Norwegen           | 1    | –      | –      | 1      |
| 4     | Vereinigte Staaten | –    | 1      | 2      | 3      |
| 5     | Kanada             | –    | 1      | –      | 1      |
| 6     | Schweiz            | –    | –      | 1      | 1      |